# 尤利安·德斯特罗夫
尤利安·德斯特羅夫（德語：Julian Derstroff；1991年1月5日—）是一位德國足球運動員，在場上的位置是前鋒。他現在效力於德國足球丙級聯賽球隊多特蒙德二隊。